# Izabela Guerra Leal
Izabela Guimarães Guerra Leal (Rio de Janeiro, 1969) é uma escritora brasileira. 

## Biografia
Graduada em Psicologia pela UFRJ, fez o mestrado em Letras pela Pontifícia Universidade Católica do Rio de Janeiro e o doutorado em Literatura Portuguesa pela UFRJ. É professora de Literatura Portuguesa na Universidade Federal do Pará.
Ganhou em 2015 o Prêmio Rio de Literatura, na categoria Novo Autor Fluminense, pelo seu livro A Intrusa, publicado em 2016.

## Obras
- 2016 - A Intrusa (Garamond)